# ビーナスたちのシエスタ
「ヴィーナスたちのシエスタ」は 1992年5月2日に発売された郷ひろみ64作目のシングル。

## 収録曲
全曲　編曲:TRY FORCE・難波正司
1. ヴィーナスたちのシエスタ(5分34秒)
  - 作詞:南風沙子／作曲:小森田実
2. Clapping in the Rain （Special Guest/Rap:Bro.Tom）(5分22秒)
  - 作詞:Bro.TOM／作曲:間瀬憲次
3. ヴィーナスたちのシエスタ（オリジナル・カラオケ）